# 갸넨드라
갸넨드라 비르 비크람 샤허 데브(네팔어: ज्ञानेन्द्र वीर विक्रम शाहदेव, 1947년 7월 7일 ~ )는 네팔의 제12대 국왕이자, 마지막 왕이다. 그는 1950년부터 1951년까지 재위한 바 있었으며, 2001년에 복위하였다.
국민들로부터 넓은 지지를 받았던 전왕인 형 비렌드라가 네팔 왕실 대학살 사건으로 인해 숨진 이후, 총리 자리에 '공석(空席)'이라 써 놓았으며 그에 대한 반대 시위가 있었다. 2006년 4월에 대국민 TV 사과문을 발표하였으나, 이전부터 있어져 온 내전은 11월에 끝이 났다.
2007년 12월 23일에 왕정 존폐 여부 찬반 국민 투표가 이루어졌고, 이 결과 2008년 4월에 왕정 폐지와 공화국 수립을 하는 것으로 결정되어 물러났다.